# Sensorial (album)
Sensorial is een ongenummerd album van Michel Huygen. Hij heeft delen van zijn eerdere werken herbewerkt en in het geval van Senso er een nieuw lang nummer van gemaakt.

## Musici
Michel Huygen speelt alle instrumenten; Santi Picó speelt de gitaarpartijen.

## Muziek
| Nr. | Titel                                                                      | Duur  |
| --- | -------------------------------------------------------------------------- | ----- |
| 1.  | Geomagnetica (over de wonderen van de Aarde; het aardse)                   | 31:14 |
| 2.  | Neuromagnetica (over de wonderen van het menselijk brein; het geestelijke) | 32:20 |

De herbewerkte titels komen van album Psykya uit 1997.

| Nr. | Titel | Duur  |
| --- | ----- | ----- |
| 1.  | Senso | 67:05 |